# I Phone You
I Phone You (chinesisch 愛封了 / 爱封了, Pinyin Àifēng le) ist ein deutsch-chinesischer Film der Regisseurin Tang Dan aus dem Jahr 2011.

## Handlung
Ling, ein weiblicher Blumenclown, lernt in Chongqing den Geschäftsmann Yu kennen. Der Film beginnt damit, dass sie alleine in einem Hotelzimmer aufwacht. Yu, der in Berlin wohnt, lässt ihr ein iPhone ausliefern. Damit beginnt ihre Telefonbeziehung. Sie setzt sich in den Kopf, ihn wiederzusehen und fliegt nach Berlin. Erst nachdem sie in Berlin gelandet ist, setzt sie Yu darüber in Kenntnis. Der bestimmt ihr, dort zu warten. Doch dort wird sie nicht von Yu, sondern Marco, Yus Leibwächter abgeholt. Dieser versucht aber sie von Yu fernzuhalten. Als er ihr das eingesteht, versucht sie, Yu alleine wiederzusehen. Damit beginnt ihre zweitägige Odyssee durch Berlin in deren Verlauf sie Pass und Geld verliert, einen Hund bekommt, entführt und verhaftet wird.
Marco bekommt Probleme mit seinem Boss Yu, weil Ling ihm entwischt ist, mit seiner Freundin, weil diese eifersüchtig ist und mit Ling, weil er zudringlich geworden ist und sie ihm misstraut. Aber die mutige und eigensinnige Art von Ling hat es ihm angetan, und er ist bereit die Fronten zu wechseln, nachdem Ling von Yus Frau erfahren hat, dass dieser verheiratet ist.
Schließlich fährt Marco sie doch zu Yu. Sie verabschiedet sich von ihm auf eine Weise, die beide überrascht. Marco, der Gefallen an ihr gefunden hat, bringt sie zum Flughafen, währenddessen sie das iPhone weg wirft, das Symbol für ihre Beziehung zu Yu, was Marco zu seinen Gunsten interpretiert. Sie lässt sich von ihm nicht überreden und kehrt heim zu ihrem alten Leben als fröhlicher Clown, der Blumen bringt und singt.

## Rezeption
Für Peter Gutting ist der Film eine „gut gelaunte Liebeskomödie“ und eine „fein gezeichnete Humoreske über die kleinen Missgeschicke eines multikulturellen Alltags“.
Für Jan Oberländer ist die „chinesisch-deutsche Schmonzette“ dagegen „eine Berliner Typen-Revue ohne Mehrwert“.